# Marek Brągoszewski
Marek Brągoszewski (ur. 6 czerwca 1949) – polski admirał floty, inżynier techniki nawigacji i morski dyplomowany oficer pokładowy trałowców, w 1967 rozpoczął służbę w Marynarce Wojennej, był dowódcą 9 Flotylli Obrony Wybrzeża i szefem Szkolenia Marynarki Wojennej, a w latach 2005–2007 dowódcą Centrum Operacji Morskich.

## Wykształcenie
Marek Brągoszewski urodził się 6 czerwca 1949 w Gdyni. W latach 1967–1971 ukończył Wyższą Szkołę Marynarki Wojennej. Jest również absolwentem studiów podyplomowych w Akademii Marynarki Wojennej ZSRR w Leningradzie (1980), kursu sztuki wojennej Akademii Sztabu i Dowodzenia ZSRR (1985) oraz Podyplomowych Studiów Operacyjno-Strategicznych Akademii Sztabu Generalnego w Warszawie (1989).

## Służba wojskowa
Po promocji oficerskiej trafił na ścigacze zwalczania okrętów podwodnych projektu 912M do 11 dywizjonu ścigaczy 9 Flotylli Obrony Wybrzeża na Helu, gdzie był kolejno dowódcą działu na ORP „Groźny” i ORP „Zwinny” oraz zastępcą dowódcy okrętu na ORP „Groźny”. Od 1980 pełnił funkcję pomocnika szefa Wydziału Operacyjnego Sztabu 9 Flotylli Obrony Wybrzeża. W latach 1987–1990 był szefem tego wydziału. W 1990 został szefem Sztabu - I zastępcą dowódcy, a w 1991 dowódcą w 9 Flotylli Obrony Wybrzeża.
Od 1997 do 2000 służył jako zastępca szefa Sztabu ds. organizacyjno-mobilizacyjnych w Dowództwie Marynarki Wojennej w Gdyni. Następnie objął stanowisko szefa Szkolenia Marynarki Wojennej. Od 18 kwietnia 2005 do 15 sierpnia 2007 był dowódcą Centrum Operacji Morskich – zastępcą dowódcy Marynarki Wojennej.
28 lutego 2008 roku po 41 latach służby admirał Brągoszewski przeszedł do rezerwy
Awansował kolejno na stopnie oficerskie:
- 1971: podporucznik marynarki
- 1974: porucznik marynarki
- 1978: kapitan marynarki
- 1983: komandor podporucznik
- 1987: komandor porucznik
- 1991: komandor
- 1993: kontradmirał
- 2003: wiceadmirał[2]
- 2005: admirała floty[3]

## Odznaczenia i wyróżnienia
- Krzyż Kawalerski Orderu Odrodzenia Polski (1994)[4]
- Złoty Krzyż Zasługi
- Złoty Medal „Siły Zbrojne w Służbie Ojczyzny”
- Złoty Medal „Za Zasługi dla Obronności Kraju”
- Wpis do Księgi Honorowej Ministra Obrony Narodowej (2006)

## Życie prywatne
Jest żonaty, ma dwójkę dzieci - córkę i syna (również oficera Marynarki Wojennej). Z zamiłowania jest żeglarzem, członkiem Bractwa Kaphornowców i honorowym komandorem Jacht Klubu Marynarki Wojennej "Kotwica".